# Armandinho (football)
Armando dos Santos, aussi appelé Armandinho (né le 3 juin 1911 à São Carlos et mort le 26 mai 1972 à Santos) était un joueur de football brésilien.

## Biographie
Au niveau de sa carrière de club, il évolue dans plus de 13 équipes brésiliennes différentes entre 1923 et 1942.
Au niveau international, il joue en 1934 avec l'équipe du Brésil pendant la coupe du monde 1934 en Italie et il est titulaire lors du match contre l'Espagne. Il dispute en tout 19 rencontres avec le Brésil et marque 15 buts, mais seulement deux parmi celles-ci sont officielles.

## Palmarès

### Club
- Championnat Paulista (1) :

São Paulo : 1931
- Championnat Baiano (1) :

Bahia : 1936